# Beggars Banquet
A Beggars Banquet a The Rolling Stones együttes hetedik stúdióalbuma, amely 1968. december 6-án jelent meg. A zenekar visszatért a blueshoz, amit a kritikusok és a rajongók is kedvezően fogadtak a Their Satanic Majesties Request mesterkélt pszichedeliája után.
Az előző album sokáig húzódó felvételei után Mick Jagger úgy gondolta, hogy szükség van valakire a stúdióban, aki kezében tartja a dolgokat. 1968 elején felkérte Jimmy Millert, a The Spencer Davis Group és a Traffic producerét, hogy segítsen a munkában. Miller és a Stones együttműködése sikeresnek bizonyult, ám 1973-ban mégis szakítottak.
A Beggars Banquet felvételei márciusban kezdődtek, az album megjelenését júliusra tervezték. Az egyik első dal, ami elkészült, a Jumpin' Jack Flash volt, ami májusban kislemezen jelent meg.
Ez volt a Rolling Stones utolsó albuma, melynek készítésében Brian Jones érdemben részt vett. Slide gitározott a No Expectations-ben és a Jigsaw Puzzle-ben, szájharmonikázott a Dear Doctor-ban és a Prodigal Son-ban, szitáron és tamburán játszott a "Street Fighting Man"-ben, és mellotronon a "Stray Cat Blues"-ban.
Dave Mason, a Traffic gitárosa is közreműködött az albumon: lehetséges, hogy ő szájharmonikázott a Dear Doctor-ban, de az biztos, hogy a Street Fighting Man-ben shehnai-on, egy fúvós hangszeren, a Factory Girl-ben pedig egy mandolin hangját utánzó mellotronon játszott.
Júniusra a felvételek szinte teljesen készen voltak, csak néhány rájátszást és a végső keverést csinálták júliusban, Los Angelesben. Az eredeti borítótervet – egy összefirkált illemhelyet – a Decca Records és a London Records is visszautasította, ezért vártak a megjelentetéssel. A Stones novemberre beadta a derekát, az album decemberben egy meghívót ábrázoló csomagolásban jelent meg. Ennek nyomán a zenekart újfent a Beatles másolásával vádolták: ők novemberben jelentették meg The Beatles című dupla albumukat, mely minimalista borítója nyomán Fehér Albumként vált ismertté. A Beggars Banquet eredeti borítóját az 1984-ben kiadott CD-változaton engedték megjelenni.
Szerepel az 1001 lemez, amit hallanod kell, mielőtt meghalsz című könyvben.

## Az album dalai
Minden dalt Mick Jagger és Keith Richards írt, kivéve, ahol jelölve van.
1. "Sympathy for the Devil" – 6:18
  - Mick Jagger – ének
  - Keith Richards – gitár, basszusgitár, vokál
  - Brian Jones – vokál
  - Bill Wyman – ütőhangszerek, vokál
  - Charlie Watts – dob, ütőhangszerek
  - Nicky Hopkins – zongora
  - Rocky Dijon  konga
  - Marianne Faithfull – vokál
  - Anita Pallenberg – vokál
  - Jimmy Miller – vokál
2. "No Expectations" – 3:56
  - Mick Jagger – ének
  - Keith Richards – akusztikus ritmusgitár
  - Brian Jones – akusztikus slide gitár
  - Bill Wyman – basszusgitár
  - Charlie Watts – dob, ütőhangszerek
  - Nicky Hopkins – zongora
3. "Dear Doctor" – 3:22
  - Mick Jagger – ének, szájharmonika, vokál
  - Keith Richards – gitár, vokál
  - Brian Jones – gitár, szájharmonika
  - Bill Wyman – basszusgitár
  - Charlie Watts – dob, ütőhangszerek
  - Nicky Hopkins – zongora
  - Dave Mason – gitár
4. "Parachute Woman" – 2:20
  - Mick Jagger – ének, szájharmonika
  - Keith Richards – gitár
  - Brian Jones – gitár
  - Bill Wyman – basszusgitár
  - Charlie Watts – dob, ütőhangszerek
5. "Jigsaw Puzzle" – 6:06
  - Mick Jagger – ének
  - Keith Richards – akusztikus gitár
  - Brian Jones – elektromos slide gitár, Mellotron
  - Bill Wyman – basszusgitár
  - Charlie Watts – dob, ütőhangszerek
  - Nicky Hopkins – zongora
6. "Street Fighting Man" – 3:16
  - Mick Jagger – ének, vokál
  - Keith Richards – akusztikus gitár, basszusgitár, vokál
  - Brian Jones – szitár, tambura
  - Bill Wyman – basszusgitár
  - Charlie Watts – dob, ütőhangszerek
  - Nicky Hopkins – zongora
  - Dave Mason – shehnai
7. "Prodigal Son" (Rev. Robert Wilkins) – 2:52
  - Mick Jagger – ének
  - Keith Richards – gitár
  - Brian Jones – szájharmonika
  - Bill Wyman – basszusgitár
  - Charlie Watts – dob, ütőhangszerek
8. "Stray Cat Blues" – 4:37
  - Mick Jagger – ének
  - Keith Richards – gitár
  - Brian Jones – slide gitár, elektromos zongora, Mellotron
  - Bill Wyman – basszusgitár
  - Charlie Watts – dob, ütőhangszerek
  - Nicky Hopkins – zongora
  - Rocky Dijon – konga
9. "Factory Girl" – 2:09
  - Mick Jagger – ének
  - Keith Richards – akusztikus gitár
  - Bill Wyman – basszusgitár
  - Dave Mason – Mellotron
  - Rocky Dijon – konga
  - Rick Grech – hegedű
10. "Salt of the Earth" – 4:47
  - Mick Jagger – ének
  - Keith Richards – ének, akusztikus gitár, slide gitár
  - Brian Jones – akusztikus gitár
  - Bill Wyman – basszusgitár
  - Charlie Watts – dob, ütőhangszerek
  - Nicky Hopkins – zongora
  - Watts Street Gospel Choir – kórus

## Közreműködők
Együttes
- Mick Jagger – ének, szájhrmonika, ütőhangszerek, vokál
- Keith Richards – akusztikus  és elektromos gitár, slide gitár, basszusgitár, ének, vokál
- Brian Jones – akusztikus  és elektromos gitár, slide gitár, szájharmonika, ütőhangszerek, Mellotron, elektromos zongora, szitár, tambura, vokál
- Bill Wyman – basszusgitár, ütőhangszerek, vokál
- Charlie Watts – dob, ütőhangszerek

Vendégzenészek
- Nicky Hopkins – zongora
- Dave Mason – gitár, shehnai, Mellotron
- Rocky Dijon – konga
- Rick Grech – hegedű
- Marianne Faithfull – vokál
- Anita Pallenberg – vokál
- Jimmy Miller – vokál
- Watts Street Gospel Choir – kórus

Produkció
- Jimmy Miller – producer
- Glyn Johns – hangmérnök
- Gus Skinas – hangmérnök
- Eddie Hedges – hangmérnök
- Barry feinstein – borítókép, fényképek
- Michael Joseph – fényképek